# معاون نخست وزیر اسرائیل
جایگاه معاونت نخست وزیر اسرائیل (انگلیسی: Deputy of the Prime Minister of Israel) به چهار دسته تقسیم می‌شود: نخست‌وزیر موقت، معاون نخست‌وزیر، معاون نخست‌وزیر و نخست‌وزیر جایگزین. معاون نخست‌وزیر یک سمت افتخاری و خارج از قانون اساسی است، اما به دارنده این سمت حق عضویت در کابینه اسرائیل را می‌دهد. معاون نخست‌وزیر، نخست‌وزیر موقت تعیین‌شده و نخست‌وزیر جایگزین، سمت‌های قانونی هستند.
اگر نخست‌وزیر موقتاً ناتوان شود، هم نخست‌وزیران موقت و هم نخست‌وزیر جایگزین وظایف نخست‌وزیر را بر عهده می‌گیرند، در حالی که معاون نخست‌وزیر یک سمت افتخاری است.